# Коростишевський Маркс Якович
Коростишевський Маркс Якович (1924—1982) — радянський український сценарист, кінодраматург, кіноредактор. Нагороджений орденами Вітчизняної війни II ст., Червоного Прапора, медалями.

## Біографічні відомості
Народився 7 листопада 1924 року в Києві в родині службовців.
Учасник Німецько-радянської війни.
Закінчив сценарний факультет Всесоюзного державного інституту кінематографії (1954).
Працював у газетах: «Советская Латвия» (1946—1947), «Київська правда» (1947—1949).
З 1971 року — штатний сценарист Української студії хронікально-документальних фільмів.
Автор сценаріїв науково-популярних і хронікально-документальних стрічок: «Ніна Хахаліна» (1971, реж. М. Локтіонов-Стезенко. Диплом Всесоюзного фестивалю сільськогосподарських фільмів, Почесний знак ЦК ВЛКСМ «Золотий колос», призи заводу «Ростсельмаш» і газети «Ростовская правда»), «Обличчям до вогню» (1971, Диплом Всесоюзного кінофестивалю фільмів на робітничу тему, Горький, 1972), «Вдень і вночі» (1972, у співавт.), «Довгожителі в СРСР» (1972, Диплом Міжнародного конгресу геронтологів), «Людина і море» (1973), «Україна спортивна» (1973, № 4, Диплом V Всесоюзного кінофестивалю спортивних фільмів, Таллшн, 1974), «Кубок» (1974, Диплом V Всесоюзного кінофестивалю спортивних фільмів, Таллінн, 1974), «Донецькі дівчата» (1974, у співавт., Приз IV Республіканського фестивалю дитячих та юнацьких фільмів, Суми, 1974), «Чемпіонат Європи з боксу» (1974, Диплом Всесоюзного кінофестивалю спортивних фільмів), «Вершники Європи» (1974, Золота медаль Міжнародного кінофестивалю спортивних фільмів, Кортіна д'Ампеццо), «Місто-герой Керч» (1974), «Вибір на все життя» (1974), «Товариш Артем» (1974), «Іду шукати» (1974, у співавт., Приз VI Всесоюзного фестивалю телефільмів, Тбілісі, 1975), «Солдат миру» (1975, у співавт.), «Дружба, народжена подвигом» (1976), «Франція — дороги побратимства» (1976, дикт. текст), «Вічний вогонь Краснодона» (1977), «І залишаються легенди» (1977, у співавт. з В. Орлянкіним), «Ефект творчості» (1977, Диплом і приз журі IV Республіканського кінофестивалю «Людина праці на екрані», Кременчук, 1978), «Операція „сірка“» (1979), «Післямова до вироку» (1979, Диплом VIII Всесоюзного фестивалю телефільмів, Баку, 1979), «Приватна постанова в справі №» (1980, Приз XI Республіканського кінофестивалю «Молодість», Київ, 1980), «Фестиваль дружби» (1980), «Адреса мільйонів» (1980), «Вони із 41-го» (1981, у співавт.) та ін.
Був членом Спілки кінематографістів України.
Помер 27 липня 1982 року в Києві.